# Allium ovalifolium
Allium ovalifolium — вид рослин з родини амарилісових (Amaryllidaceae); ендемік Китаю.

## Опис
Цибулина одиночна або скупчені, субциліндрична; оболонки від сірувато-коричневих до чорнувато-коричневих. Листків 2 (або 3), майже протилежні; черешок 1–12 см; пластини від ланцетних до яйцювато-довгастих, (6)8–15 × (2)3–7 см завширшки, основні жилки зелені або білі, верхівка коротко хвостата або загострена. Стеблина 30–60 см, циліндрична, вкрита листовими піхвами лише в основі. Зонтик кулястий, густо багато квітковий. Оцвітина біла, рідко блідо-червона; зовнішні сегменти від вузько-яйцюватих до яйцюватих або овально-довгастих, 3.5–5 × 1.4–2 мм; внутрішні від ланцетно-довгастих до вузько-довгастих, (3.5)4–6 × 1–1.6 мм. Період цвітіння та плодоношення: липень – вересень.

## Поширення
Ендемік Китаю — Ганьсу, Гуйчжоу, Хубей, Цинхай, Шаньсі, Сичуань, Юньнань.
Населяє ліси, лісові узлісся, зарості, вологі місця, береги річок, щілини скель; 1500–4000 м.